# Враги общества (роман)
Враги общества (фр. Ennemis publics) — переписка между Мишелем Уэльбеком и Бернаром-Анри Леви. Этот сборник, составленный из 28 писем, вышел в издательствах Flammarion и Grasset в 2008 году.
В первом письме Мишель Уэльбек начинает «диалог» следующей фразой:
«По общему мнению, мы с вами абсолютные антиподы, но есть одна черта, и черта довольно существенная, которая нас объединяет: оба мы — одиозные фигуры».
Темы, которые авторы затрагивают в своих письмах друг другу, простираются от литературы и литературной карьеры до философии и религии, от места художника в современном обществе до перспектив развития современного общества. Авторы не оставляют без внимания и политические вопросы. Достаточно много времени они уделяют обсуждению ситуации в современной России. Мишель Уэльбек приводит детали, которые освещают его духовный и литературный рост, упоминает об авторах, которые оказали на него влияние: Блез Паскаль, Иммануил Кант, Артур Шопенгауэр, Фридрих Ницше, Фёдор Достоевский, Франц Кафка. Роль интернета в современном обществе также лежит в поле интересов авторов.
Переписка охватывает период с января по июль 2008 года.

## Рецензии
- Ян Шенкман Два врага общества
- Антон Семикин Истина в письме